# Hugues de Lionne
Hugues de Lionne (11 de outubro de 1611 - 1 de setembro de 1671) foi um estadista francês.
Ele nasceu em Grenoble, de uma antiga família do Delfinado. Treinado desde cedo para a diplomacia, ele caiu em desgraça sob o comando do Cardeal Richelieu, mas suas habilidades notáveis atraíram a atenção do Cardeal Mazarin, que o enviou como secretário da embaixada francesa no Congresso de Munster, e, em 1642, em missão ao papa.
Em 1646, tornou-se secretário da rainha regente Ana da Áustria. Em 1653, obteve altos cargos na casa do rei e, em 1654, foi embaixador extraordinário na eleição do Papa Alexandre VII.
Com a morte de Fernando III, Hugues co-liderou o esforço francês para selecionar um imperador fora da família Habsburgo. Ele e o Cardeal cultivaram relações com a nobreza alemã, incluindo Franz Egon de Fürstenberg, primeiro-ministro de Colônia, e seu irmão Wilhelm. Com a ajuda deles, Hugues foi fundamental na formação da liga do Reno, pela qual a Áustria foi isolada dos Países Baixos Espanhóis. Como ministro de estado, ele foi associado a Mazarin no Tratado dos Pirenéus (1659), que garantiu o casamento de Luís XIV com a infanta Maria Teresa da Espanha.
Como último pedido do cardeal antes de sua morte, Hugues foi nomeado seu sucessor nas relações exteriores, cargo que ocupou de 3 de abril de 1663 a 1 de setembro de 1671. Entre seus sucessos diplomáticos mais importantes estão o Tratado de Breda  (1667), o Tratado de Aix-la-Chapelle (1668) e a Venda de Dunquerque.
Ele morreu em Paris em 1671, deixando memórias. Seu amigo Simon Arnauld, marquês de Pomponne o substituiu como secretário de Estado.
Ele era um homem prazeroso, mas sua indolência natural deu lugar a uma energia incansável quando a ocasião o exigia. Numa época de grandes ministros, a sua consumada habilidade de estadista colocou-o na primeira linha.
Um de seus filhos, Artus de Lionne, tornou-se missionário da Sociedade para as Missões Estrangeiras de Paris e atuou no Sião (atual Tailândia) e na China.